# Sao (mjesec)
Sao (također Neptun XI) je prirodni satelit planeta Neptun, iz grupe nepravilnih satelita, s oko 44 kilometara u promjeru i orbitalnim periodom od 2914.1 dana.